# 泛蜥龙属
泛蜥龙（学名：Pantosaurus，意为“全部蜥蜴”）是蛇颈龙类已灭绝的一个属，来自晚侏罗世（牛津阶）的怀俄明州，栖息于当时的桑丹斯海中。泛蜥龙原由奥塞内尔·查利斯·马什命名为副蜥龙（学名：Parasaurus，意为“接近蜥蜴”）以致敬蛇颈龙属，但因此名已被占用而改名。里氏海鳗龙（Muraenosaurus reedii）是泛蜥龙的次异名。正模标本YPM 543为关节连接的不完整骨骼，经部分清修后包括肱骨远端、四个关节连接的腕骨、一个喙骨碎片和几节孤立的颈椎椎骨，出土自桑丹斯组上段（Upper Member）。其它材料包括USNM 536963、USNM 536965、UW 3、UW 5544及UW 15938。

## 描述
泛蜥龙拥有35至40节颈椎，比例及形态与英国牛津黏土组（中侏罗世卡洛维阶）的利氏海鳗龙非常相似。但泛蜥龙前肢可根据桡骨尺寸较大及相应肱骨-桡骨关节等特征与之区分开来。目前尚未发现泛蜥龙颅骨材料。

## 古生物学
在一件归入条纹泛蜥龙的化石中发现一只部分消化的鱼龙胚胎（疑似无齿潜鱼龙），是蛇颈龙捕食鱼龙的首个证据。